# Komárom
Komárom je mesto na desnem bregu Donave na Madžarskem, ki upravno spada v podregijo Komáromi Županije Komárom-Esztergom. Ima okoli 20.000 prebivalcev. Na tem mestu je Donava mejna reka s Slovaško. Ob sosednjem bregu stoji slovaško mesto Komárno, takoj za njim se v Donavo z leve izliva reka Vah.
Sotočje dveh močnih vodotokov je že od rimskih časov znano kot obrambna pozicija. Med turškimi vpadi v 16. stoletju je severni breg utrdil Matija Korvin, strateški pomen pa je ohranil še v obdobju Avstro-Ogrske. Do začetka 20. stoletja se je naselje razširilo na južni breg Donave, obrambno funkcijo pa je v zadnjem stoletju nadomestila trgovska. Po propadu Avstro-Ogrske je Komárno razdelila trianonska meja med Madžarsko in novonastalo Češkoslovaško, odtlej se mesti razvijata ločeno.